# Siopelus punctigerum
Siopelus punctigerum is een keversoort uit de familie loopkevers (Carabidae). De wetenschappelijke naam van de soort is voor het eerst geldig gepubliceerd in 1883 door Kolbe.